# 8556 Jana
8556 Jana è un asteroide della fascia principale. Scoperto nel 1995, presenta un'orbita caratterizzata da un semiasse maggiore pari a 2,9050374 UA e da un'eccentricità di 0,3629728, inclinata di 5,36484° rispetto all'eclittica.